# Свиридовка (Амурская область)
Свиридовка — упразднённое село в Белогорском районе Амурской области России. Исключено из учётных данных в 1980 году.

## География
Село располагалось на безымянном логу, на расстоянии примерно 5 километров (по прямой) к юго-востоку от села Белоцерковка.

## История
Село основано в 1911 году. По данным на 1916 год деревня Свиридовка состояла из 54 дворов (население составляло 380 человек) и входила в состав Томской волости 4 стана Амурского уезда Амурской области.
По данным 1926 года в Свиридовке имелось 94 хозяйства (82 крестьянского типа и 12 прочих) и проживало 494 человека (259 мужчин и 235 женщин). В административном отношении являлась центром Свиридовского сельсовета Александровского района Амурского округа Дальневосточного края.
Решением Амурского исполкома от 27 мая 1980 года № 255, село Свиридовка исключено из учётных данных как несуществующее.